# Ernesto Pérez Balladares
Ernesto Pérez Balladares González-Revilla (Panama, 29 giugno 1946) è un politico panamense.

## Biografia
È stato Presidente di Panama dal settembre 1994 al settembre 1999, come rappresentante del Partito Rivoluzionario Democratico.